# Pilocrocis glaucusalis
Pilocrocis glaucusalis là một loài bướm đêm trong họ Crambidae.